# Ljubaschiwka
Ljubaschiwka (ukrainisch Любашівка; russisch Любашёвка/Ljubaschjowka) ist eine Siedlung städtischen Typs im Süden der Ukraine, etwa 165 Kilometer nördlich von Odessa entfernt. Sie war bis Juli 2020 das Zentrum des gleichnamigen Rajons Ljubaschiwka.

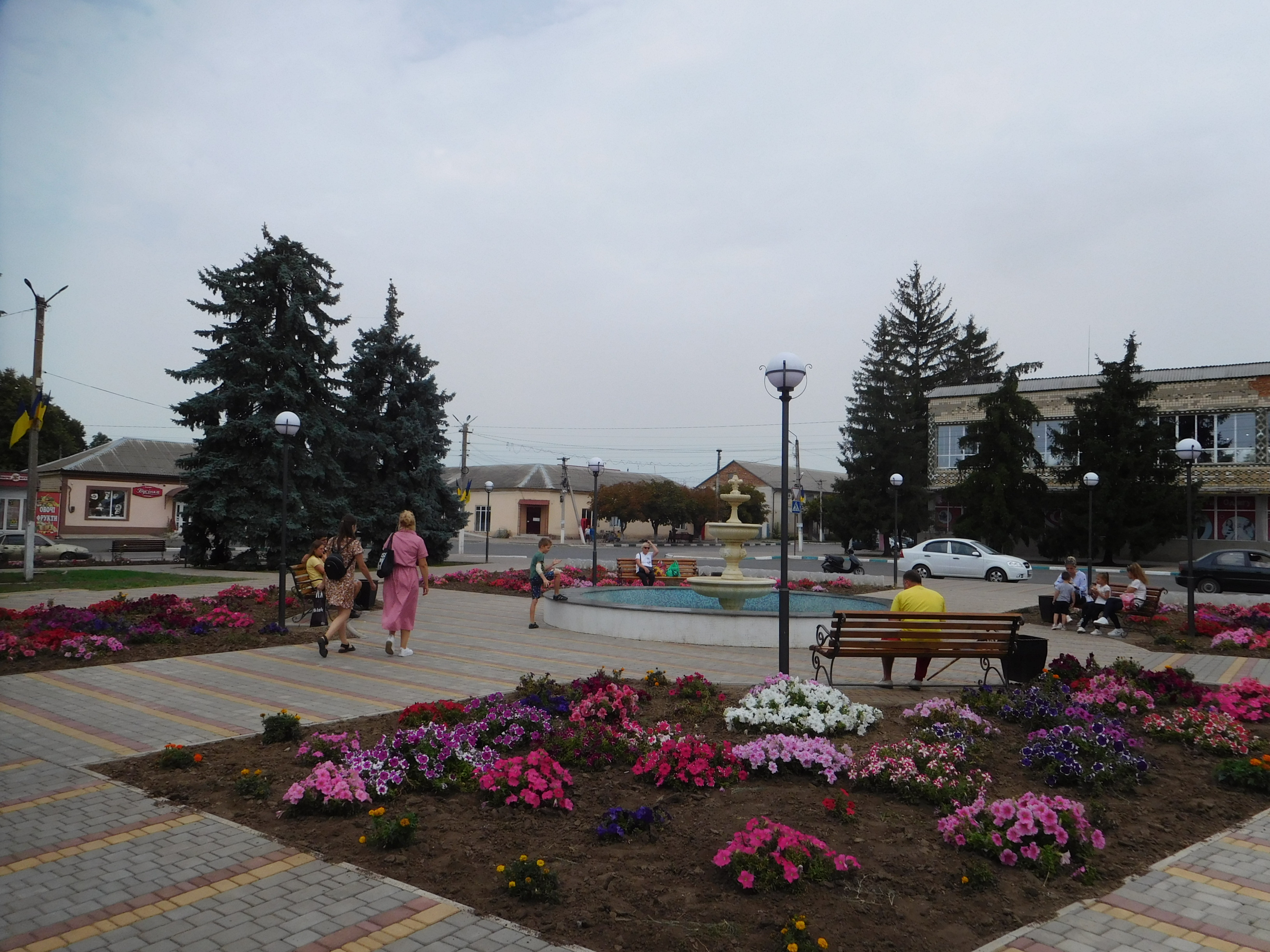
Hauptplatz im Ort

## Geschichte
Die heutige Siedlung entstand im 18. Jahrhundert. 1868 wurde mit dem Bau der Eisenbahnlinie von Odessa ins heutige Kropywnyzkyj (heute ein Teil der Bahnstrecke Borschtschi–Charkiw) nördlich des Ortes ein Bahnhof errichtet. Es gab auch eine größere jüdische Gemeinde im Ort. Diese wurde im Zweiten Weltkrieg vollständig vertrieben oder ausgelöscht.
Seit 1957 hat der Ort den Status einer Siedlung städtischen Typs.

## Verwaltungsgliederung
Am 8. Februar 2018 wurde die Siedlung zum Zentrum der neugegründeten Siedlungsgemeinde Ljubaschiwka (Любашівська селищна громада/Ljubaschiwska selyschtschna hromada), zu dieser zählten auch noch die 10 Dörfer Ahafijiwka, Aheijiwka, Antoniwka, Iwaniwka, Janowka, Nowowosdwyschenka, Oleksandriwka, Pylypiwka, Serhijiwka und Stepaniwka, bis dahin bildete sie zusammen mit dem Dorf Wyschnewe die gleichnamige Siedlungsratsgemeinde Ljubaschiwka (Любашівська селищна рада/Ljubaschiwska selyschtschna rada) im Osten des Rajons Ljubaschiwka.
Am 12. Juni 2020 kamen noch 32 weitere in der untenstehenden Tabelle aufgelistetene Dörfer zum Gemeindegebiet.
Seit dem 17. Juli 2020 ist sie ein Teil des Rajons Podilsk.
Folgende Orte sind neben dem Hauptort Ljubaschiwka Teil der Gemeinde:
| Name                        | Name              | Name                                     |
| ukrainisch transkribiert    | ukrainisch        | russisch                                 |
| --------------------------- | ----------------- | ---------------------------------------- |
| Adamiwka                    | Адамівка          | Адамовка (Adamowka)                      |
| Ahafijiwka                  | Агафіївка         | Агафиевка (Ajafijewka)                   |
| Aheijiwka                   | Агеївка           | Агеевка (Agejewka)                       |
| Antoniwka                   | Антонівка         | Антоновка (Antonowka)                    |
| Artschepytiwka              | Арчепитівка       | Арчепитовка (Artschepitowka)             |
| Bobryk Druhyj               | Бобрик Другий     | Бобрик Второй (Bobrik Wtoroj)            |
| Bobryk Perschyj             | Бобрик Перший     | Бобрик Первый (Bobrik Perwy)             |
| Bobryzke                    | Бобрицьке         | Бобрицкое (Bobrizkoje)                   |
| Bokowe                      | Бокове            | Боково (Bokowo)                          |
| Demydiwka                   | Демидівка         | Демидовка (Demidowka)                    |
| Dmytriwske                  | Дмитрівське       | Дмитровское (Dmitrowskoje)               |
| Iwaniwka                    | Іванівка          | Ивановка (Iwanowka)                      |
| Janowka (bis 2019 Iwaniwka) | Яновка (Іванівка) | Яновка (Janowka)/Ивановка (Iwanowka)     |
| Janyschiwka                 | Янишівка          | Янишевка (Janischewka)                   |
| Kateryniwka Perscha         | Катеринівка Перша | Катериновка Первая (Katerinowka Perwaja) |
| Komariwka                   | Комарівка         | Комаровка (Komarowka)                    |
| Kosatschyj Jar              | Козачий Яр        | Казачий Яр (Kasatschy Jar)               |
| Krytschunowe                | Кричунове         | Кричуново (Kritschunowo)                 |
| Mala Wassyliwka             | Мала Василівка    | Малая Василевка (Malaja Wassilewka)      |
| Mychajliwka                 | Михайлівка        | Михайловка (Michailowka)                 |
| Nowokarbiwka                | Новокарбівка      | Новокарбовка (Nowokarbowka)              |
| Nowooleksandriwka           | Новоолександрівка | Новоалександровка (Nowoalexandrowka)     |
| Nowoseliwka                 | Новоселівка       | Новосёловка (Nowosjolowka)               |
| Nowotrojizke                | Новотроїцьке      | Новотроицкое (Nowotroizkoje)             |
| Nowowosdwyschenka           | Нововоздвиженка   | Нововоздвиженка (Nowowosdwischenka)      |
| Oleksandriwka               | Олександрівка     | Александровка (Alexandrowka)             |
| Petriwka                    | Петрівка          | Петровка (Petrowka)                      |
| Pokrowka                    | Покровка          | Покровка                                 |
| Pylypiwka                   | Пилипівка         | Пилиповка (Pilipowka)                    |
| Saplasy                     | Заплази           | Заплазы                                  |
| Schajtanka                  | Шайтанка          | Шайтанка (Schaitanka)                    |
| Schkarbynka                 | Шкарбинка         | Шкарбинка (Schkarbinka)                  |
| Serhijiwka                  | Сергіївка         | Сергеевка (Sergejewka)                   |
| Stepaniwka                  | Степанівка        | Степановка (Stepanowka)                  |
| Syriwske                    | Сирівське         | Сыровское (Syrowskoje)                   |
| Trojizke                    | Троїцьке          | Троицкое (Troizkoje)                     |
| Tschajkiwka                 | Чайківка          | Чайковка (Tschajkowka)                   |
| Tschajkiwske                | Чайківське        | Чайковское (Tschajkowskoje)              |
| Tscherwonyj Jar             | Червоний Яр       | Червоный Яр (Tscherwony Jar)             |
| Welyka Wassyliwka           | Велика Василівка  | Великая Василевка (Welikaja Wassilewka)  |
| Welyke Bokowe               | Велике Бокове     | Великое Боково (Welikoje Bokowo)         |
| Wyschnewe                   | Вишневе           | Вишнёвое (Wischnjowoje)                  |